# Episodi di The Lawless Years (terza stagione)
La terza stagione della serie televisiva Anni senza alcuna legge (The Lawless Years) è andata in onda negli Stati Uniti dal 12 maggio 1961 al 22 settembre 1961 sulla NBC.
In Italia la stagione è stata trasmessa su Super! a partire dal 12 aprile al 4 ottobre 2024 ogni venerdì con un doppio episodio a settimana con i sottotitoli in italiano.
| nº | Titolo originale                           | Prima TV USA      |
| -- | ------------------------------------------ | ----------------- |
| 1  | The Jack 'Legs' Diamond Story              | 12 maggio 1961    |
| 2  | The Sonny Rosen Story II                   | 19 maggio 1961    |
| 3  | Louy K: Part 1                             | 26 maggio 1961    |
| 4  | Louy K: Part 2 Sing Sing                   | 2 giugno 1961     |
| 5  | Louy K: Part 3 Birth of the Organization   | 9 giugno 1961     |
| 6  | Louy K: Part 4 Heydays of the Organization | 16 giugno 1961    |
| 7  | Louy K: Part 5 The Disintegration          | 23 giugno 1961    |
| 8  | The Miles Miller Story                     | 30 giugno 1961    |
| 9  | The Kid Dropper Story                      | 7 luglio 1961     |
| 10 | Ginny                                      | 14 luglio 1961    |
| 11 | Little Augie                               | 21 luglio 1961    |
| 12 | The Mad Dog Coll Story (1)                 | 28 luglio 1961    |
| 13 | The Mad Dog Coll Story (2)                 | 4 agosto 1961     |
| 14 | Blood Brothers                             | 11 agosto 1961    |
| 15 | The Victor Gorido Story                    | 18 agosto 1961    |
| 16 | Artie Moon                                 | 25 agosto 1961    |
| 17 | Triple Cross                               | 1º settembre 1961 |
| 18 | The Jonathan Wills Story                   | 8 settembre 1961  |
| 19 | Romeo and Rose                             | 15 settembre 1961 |
| 20 | Ike, the Novelty King                      | 22 settembre 1961 |

## The Jack 'Legs' Diamond Story
- Prima televisiva: 12 maggio 1961
- Diretto da: Allen H. Miner
- Scritto da: Allen H. Miner

### Trama
- Guest star: Joseph Mell (Charile Endra), Norman Alden (Lulu Rosenkrantz), Brad Trumbull (detective O'Henry), Dick Wilson (Hymie Cee), Robert Ellenstein (Jack "Legs" Diamond), Peggy Maley (Alice Diamond), John Dennis (Dutch Schultz), Barbara Burns (Cigarette Girl)

## The Sonny Rosen Story II
- Prima televisiva: 19 maggio 1961
- Diretto da: James Neilson
- Scritto da: George Bruce

### Trama
- Guest star: Charles Wagenheim (Louie the Gimp), Peter Brocco (Meyer Rosen), John Marshall (Fats Brady), Bernard Fein (Bo Scalisi), John Gabriel (Sonny Rosen), Dorothy Adams (Sarah Rosen), George Conrad (Ears Dugan)

## Louy K: Part 1
- Prima televisiva: 26 maggio 1961
- Diretto da: Allen H. Miner
- Scritto da: Allen H. Miner

### Trama
- Guest star: Frank Leo (Packy), Jess Kirkpatrick (McCarthy), Larry Gerst (Tommy), Michael Vandever (Whitey), Paul Richards (Louis Kassoff), Carol Eve Rossen (Anna Kassoff), Naomi Stevens (Rose Kassoff), John Bleifer (Maurice Kassoff), Baruch Lumet (Peddler), Frank Watkins (guardia)

## Louy K: Part 2 Sing Sing
- Prima televisiva: 2 giugno 1961

### Trama
- Guest star: Jess Kirkpatrick (McCarthy), Ken Mayer (Stagg), Michael Vandever (Whitey), Joseph Mell (Fish Peddler), Paul Richards (Louis Kassoff), Carol Eve Rossen (Anna Kassoff), Naomi Stevens (Rose Kassoff), John Dennis (Dutch Schultz), John Vivyan (Lepke Buchalter), Robert Ellenstein (Jack "Legs" Diamond), Henry Corden (Waxey Gordon), Stanley Adams (Charlie Gurrah), Gene Coogan (Abe Reles)

Direct: Allen H. Miner

## Louy K: Part 3 Birth of the Organization
- Prima televisiva: 9 giugno 1961

### Trama
- Guest star: Norman Alden (Lucky Luciano), Stanley Adams (Charlie Gurrah), Dick Wilson (Little Augie Gorman), Peter Hornsby (Bugsy Siegal), Paul Richards (Louis Kassoff), Jack Weston (A. J.), Carol Eve Rossen (Anna Kassoff), Naomi Stevens (Rose Kassoff), John Dennis (Dutch Schultz), John Vivyan (Lepke Buchalter), Robert Ellenstein (Jack "Legs" Diamond), Henry Corden (Waxey Gordon), Jay Della (Longie Zwillman)

## Louy K: Part 4 Heydays of the Organization
- Prima televisiva: 16 giugno 1961

### Trama
- Guest star: Joan Staley (Kiki Roberts), Jay Della (Longie Zwillman), Milton Frome (capitano McCloskey), Brad Trumbull (Brody), Paul Richards (Louis Kassoff), Carol Eve Rossen (Anna Kassoff), Naomi Stevens (Rose Kassoff), John Dennis (Dutch Schultz), John Vivyan (Lepke Buchalter), Robert Ellenstein (Jack "Legs" Diamond), Henry Corden (Waxey Gordon), Stanley Adams (Charlie Gurrah), Norman Alden (Lucky Luciano), Peter Hornsby (Bugsy Siegal), Theodore Newton (dottore)

## Louy K: Part 5 The Disintegration
- Prima televisiva: 23 giugno 1961

### Trama
- Guest star: Peter Hornsby (Bugsy Siegal), Theodore Newton (dottore), Jay Della (Longie Zwillman), Joseph Mell (Fish Peddler), Paul Richards (Louis Kassoff), Carol Eve Rossen (Anna Kassoff), Naomi Stevens (Rose Kassoff), John Dennis (Dutch Schultz), John Vivyan (Lepke Buchalter), John Bleifer (Maurice Kassoff), Stanley Adams (Charlie Gurrah), Henry Corden (Waxey Gordon), Norman Alden (Lucky Luciano), Brad Trumbull (Brody), E. D. Solomon (rabbino)

## The Miles Miller Story
- Prima televisiva: 30 giugno 1961

### Trama
- Guest star: Joan Staley (Daphne), Brad Trumbull (Brody), Richard Reeves (Red Morin), Max Mellinger (Henry Banks), John Waterbury (poliziotto), Meg Wyllie (Mrs. Banks), Jonathan Kidd (Sheik Peters), Walter Burke (Miles Miller)

## The Kid Dropper Story
- Prima televisiva: 7 luglio 1961

### Trama
- Guest star: Bartlett Robinson (procuratore distrettuale), Milton Frome (capitano Coombs), Ron Soble (Big Smiley), Gary Judis (Louis Kessler), Jack Weston (Jacob Koster aka Kid Dropper), Irene Seidner (Sarah Koster), Al Ruscio (Benjamin Koster), Jerry Oddo (Little Augie Organ), Brad Trumbull (Brody), Peter Hornsby (Two Time Grady)

## Ginny
- Prima televisiva: 14 luglio 1961

### Trama
- Guest star: Brad Trumbull (Brody), Milton Frome (capitano McCloskey), Hal Hamilton (detective Rand), Frank J. Scannell (detective Pell), Barbara Stuart (Ginny), John Dennis (Dutch Schultz), Norman Alden (Lulu Rosenkrantz), Bobs Watson (Usher)

## Little Augie
- Prima televisiva: 21 luglio 1961

### Trama
- Guest star: Terence de Marney (A. J.), Robert Rawlings (avvocato della difesa), Orville Sherman (Samuel Landman), Hugh Sanders (procuratore distrettuale), Vic Morrow (Jacob "Little Augie" Organ), Stanley Adams (Charlie Gurrah), Shepherd Sanders (Lepke Buchalter), Brad Trumbull (Brody), Selette Cole (Bride), Sid Tomack (Henry James)

## The Mad Dog Coll Story  (1)
- Prima televisiva: 28 luglio 1961

### Trama
- Guest star: Robert Brown (Peter Coll), Robert Sampson (Vincent Coll), John Dennis (Dutch Schultz), Carol Eve Rossen (Patricia), Milton Frome (capitano McCloskey)

## The Mad Dog Coll Story  (2)
- Prima televisiva: 4 agosto 1961

### Trama
- Guest star: Robert Brown (Peter Coll), Robert Sampson (Vincent Coll), John Dennis (Dutch Schultz), Carol Eve Rossen (Patricia), Milton Frome (capitano McCloskey)

## Blood Brothers
- Prima televisiva: 11 agosto 1961

### Trama
- Guest star: Argentina Brunetti (Mrs. Matteo), William Giorgio (Phil), Harry Dean Stanton (Tommy Ryan), Joseph Corey (Vince Matteo), Faye Michael Nuell (Sally), John Apone (Abe "Kid Twist" Reles), Max Mellinger (Shorty Flanagan), Brad Trumbull (Brody)

## The Victor Gorido Story
- Prima televisiva: 18 agosto 1961

### Trama
- Guest star: Charles Wagenheim (Louie the Gimp), Richard Angarola (Acropolis), William Edmonson (detective Bull Thomas), Barry Brooks (Kaplan), Henry Corden (Victor Gorido), Miriam Goldina (Mrs. Filuci), Dick Miller (Happy Miore), Nico Minardos (Julie Castellano)

## Artie Moon
- Prima televisiva: 25 agosto 1961

### Trama
- Guest star: Grant Richards (Pickles Morant), Warren Oates (Charlie Brown), George Brenlin (Artie Moon), Mary Webster (Goldie Moon), Howard Ledig (Mickey Gorman), Arthur Kendall (Harry the Horse), Gene Coogan (Gorman's Hood)

## Triple Cross
- Prima televisiva: 1º settembre 1961

### Trama
- Guest star: David Fresco (Crawford), John Gabriel (Eddie Maschio), Howard Dayton (Sam), Peter Brocco (Isaac Gross), Nita Talbot (Mildred Greyson), William Hughes (medico), Hank Gillen (barista), Stephen Roberts (Olaf Jurgensen)

## The Jonathan Wills Story
- Prima televisiva: 8 settembre 1961

### Trama
- Guest star: Tommy Cook (Joey Valenti), Jimmy Murphy (Cry Baby), James Griffith (Jonathan Willis), Jenny Maxwell (Sally Connors), Arthur Lovejoy (giudice), George Ramsey (Ziggy), Burt Nelson (Tarzan), Barbara Burns (cliente)

## Romeo and Rose
- Prima televisiva: 15 settembre 1961

### Trama
- Guest star: Carol Eve Rossen (Rose Gaines), Paul Richards (Emmanuel "Romeo" Farkas), Shepherd Sanders (Puggy Fein), John Apone (Abe "Kid Twist" Reles), Jerry Oddo (Ducko Frank)

## Ike, the Novelty King
- Prima televisiva: 22 settembre 1961

### Trama
- Guest star: John Vivyan (Lepke Buchalter), John Dennis (Dutch Schultz), James Lanphier (Pittsburgh Phil), Norman Alden (Lulu Rosenkrantz), Joseph Mell (Isadore "Ike" Fleisch), Orville Sherman (Sam)